# Штейнгардт, Лоуренс
Лоуренс Штейнгардт (англ. Laurence Steinhardt; 6 октября 1892, Нью-Йорк — 28 марта 1950) — американский дипломат, посол США в СССР.

## Биография
Лоуренс Штейнгардт родился в Нью-Йорке в состоятельной еврейской семье 6 октября 1892 года. Он получил степень бакалавра математических наук в 1913 г., магистра математических наук и бакалавра юридических наук в 1915 г. в Колумбийском университете, затем работал в бухгалтерской фирме, пока США не вступили в Первую мировую войну. Он пошел в армию рядовым и впоследствии стал ассоциированным советником военного министерства.
В 1923 г. он женился на Далси Хоффман (англ. Dulcie Yates Hoffman). В 1920 г. он стал работать в юридической фирме Гуггенгеймера, Унтермейера и Маршалла, где его дядя по материнской линии Сэмюэл Унтермейер был партнером. Его дядя был также значимой фигурой в Демократической партии в Нью-Йорке, сторонником и другом Франклина Делано Рузвельта, Джозефа Дэвиса и многих других выдающихся демократов. Вскоре Штейнгардт стал отдавать много времени и денежных средств президентской кампании Рузвельта.
В 1932 г. он был назначен в комитет по подготовке конвента, а затем в финансовый комитет Демократической партии.
Хотя Штейнгардт не был близким другом Рузвельта, они были не просто знакомы. Штейнгардт считал, что Рузвельт — выдающийся человек, обладающий даром предвидения. Со своей стороны, Рузвельт считал Штейнгардта верным политическим сторонником и умелым дипломатом. Он сказал Штейнгардту в июне 1940 г.: «Вы выполнили задание на все сто процентов» в Москве.
После своего избрания в 1932 году Рузвельт предложил Штейнгардту пост посла в Швеции. Благодаря своему богатству Штейнгардт был независимым человеком и решил принять предложение. Он не собирался строить карьеру на дипломатической службе, но ему с женой Далси полюбились Швеция и посольская работа. Позднее он был назначен послом США в Перу.
23 марта 1939 года, менее чем за полгода до начала Второй мировой войны, Штейнгардт был назначен послом США в СССР. Вручение верительных грамот состоялось 11 августа 1939 года. Штейнгардт активно способствовал введению морального эмбарго против СССР. Сразу после начала советско-финской войны Штейнгардт дал перечень рекомендаций сотруднику Государственного департамента США Л. Хендерсону, который курировал советские дела:
- Разорвать дипломатические отношения с СССР;
- Выслать из США всех советских граждан;
- Закрыть американские порты для всех советских судов;
- Наложить эмбарго на весь экспорт из США в СССР;
- Закрыть Панамский канал для всех советских судов;
- Предпринять «иные шаги».

Нападение Германии на Советский Союз заставило иностранные посольства эвакуироваться в город Куйбышев (ныне Самара). Штейнгардт выехал в Куйбышев в конце 1941 года, оставив в Москве второго секретаря Льюэллина Томпсона и часть сотрудников посольства.
12 ноября 1941 года Штейнгардт был назначен послом США в Турции, где работал до окончания войны. Позднее президент США Трумэн направил его послом в Чехословакию, а затем в Канаду, где он погиб в авиационной катастрофе.